# Banzai Pipeline
Il Banzai Pipeline, o più semplicemente "Pipeline", o "Pipe," è uno spot per la pratica del surf che si trova sull'isola di Oahu, nelle Hawaii. Il fondale di tale spot è caratterizzato da una barriera corallina. Il Pipeline è noto per le sue enormi onde che si frangono su acque basse, che formano grossi tube. Vi sono tre differenti punti in cui le mareggiate oceaniche formano le onde, e si differenziano per altezza e intensità in base alla profondità del fondale.

## Origine del nome
Lo spot prende il nome dalla combinazione del termine pipeline (in italiano traducibile come acquedotto), che descrive il tipo di onda tipicamente presente nel posto, ovvero un grande tubo, e il nome della spiaggia (Banzai Beach). Il termine venne coniato nel dicembre del 1961, quando il produttore Bruce Brown si recò in quei luoghi con i surfisti californiani Phil Edwards e Mike Diffenderfer. Brown si fermò in quel punto per fare delle riprese mentre Edwards cavalcava le onde. Nello stesso momento nella zona era in costruzione una condotta sotterranea sulla vicina strada, e Diffenderfer suggerì di chiamare il posto "Pipeline". Il nome fu usato per la prima volta nel film di Brown Surfing Hollow Days, e successivamente anche dal gruppo surf rock The Chantays nel 1963.

## Caratteristiche

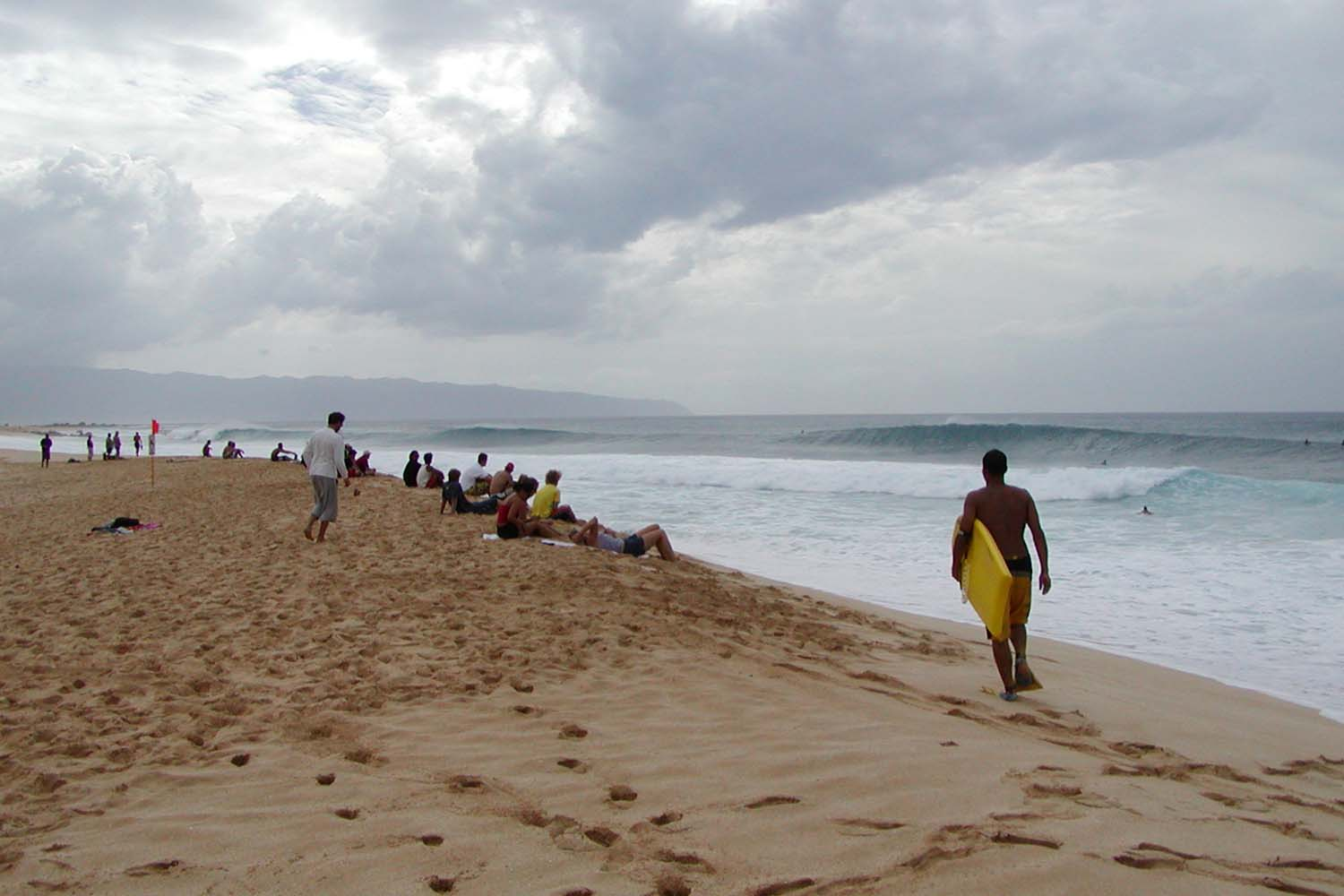
Pipeline, zona ovest

Lo spot è caratterizzato da un fondale corallino pressoché piatto, con alcuni punti in cui si sono formate delle caverne scavate all'interno della formazione, che creano grosse sacche d'aria in corrispondenza del punto in cui frangono le onde. Ci sono inoltre molti punti frastagliati in cui si sono formate delle guglie di roccia magmatica, molto pericolose in caso di caduta del surfista. A volte della sabbia si può accumulare sul fondale, dando origine a onde close out, ovvero onde la cui parete frange senza dare la possibilità al surfista di cavalcarla. Una grossa mareggiata può ripulire completamente il fondale dalla sabbia, quando questo accade con una marea successiva solitamente si originano le onde migliori.

## I surfisti del Banzai Pipeline
La sfida estrema a cui il Banzai Pipeline sottopone anche gli atleti più esperti non deve essere sottovalutata. Sono numerosi i surfisti e i fotografi rimasti uccisi tra le onde, tra le vittime figurano anche Jon Mozo e il tahitiano Malik Joyeux, surfista famoso per surfare le grandi onde di Teahupo'o. Il Pipeline è conosciuto come lo spot di surf più letale al mondo, avendo il più alto numero di morti e feriti spesso gravi di qualunque altro posto. La media dell'altezza delle onde è di 9 piedi, ma non è raro trovare mareggiate con onde molto più grandi.
La zona di take off (punto in cui l'atleta prende l'onda alzandosi in piedi sulla tavola) è piccola, ma solitamente molto affollata quando l'onda è molto lunga, causando ulteriori pericoli. I surfisti locali tendono a limitare l'accesso degli estranei, spesso in maniera violenta. Il localismo  è spesso criticato, ma la presenza intimidatoria dei locali serve a contribuire alla sicurezza stessa dei surfisti, e probabilmente a prevenire un più alto numero di morti e feriti gravi dovute all'inesperienza.
Tra i molti surfisti ad essersi guadagnati una buona reputazione al Pipeline ci sono Butch Van Artsdalen, Gerry Lopez, Shaun Tomson, Mark Richards, Michael Ho, Simon Anderson, Tom Carroll, Sunny Garcia, Kelly Slater, Andy Irons, Jamie O'Brien, Reef McIntosh, Rob Machado, Nathan Florence, John John Florence e il bodyboarder Mike Stewart
Le competizioni più prestigiose che si tengono al Pipeline sono il Pipe Masters, il IBA Pipeline Pro e il Pipeline Bodysurfing Classic
Il sudafricano Shaun Tomson, Mark Richards, Wayne Bartholomew e l'australiano Peter Townend, campioni del mondo a cavallo tra gli anni '70 e '80, hanno guadagnato reputazione surfando al Banzai Pipeline  agli albori del surf professionistico.

## Il Pipeline nei media
Un episodio della sesta stagione di Hawaii Five-O, dal titolo "The Banzai Pipeline" venne girata proprio nello spot di Oahu.

## Morti recenti al Banzai Pipeline
- Joshua Nakata, bodyboarder locale (16 marzo 2008)[5]
- Joaquin Velilla, surfista di onde giganti portoricano (12 gennaio 2007)[6]
- Malik Joyeux, noto surfista tahitiano (2 December 2005) [7]
- Jon Mozo, fotografo locale (10 February 2005) [8]
- Moto Watanabe, un aspirante surfista professionista giapponese (19 gennaio 2004) [9]